# RuneScape
RuneScape, někdy označováno jako RuneScape 3, je MMORPG hra s prvky adventury. Běží v klientu pod programovacím jazykem Java a využívá 3D renderování.
Herní mapa se rozkládá na území země Gielinor, která je rozdělena na více království. Z celkových více než 240 miliónů hráčů si Runescape zahraje alespoň jednou měsíčně přes 10 miliónů hráčů, z toho je více než 3 miliónů členů (platících hráčů). Hraje se na 171 serverech rozmístěných po celém světě, a hra je rozdělena na členy (Members, Pay to play) a nečleny (Free to play). Platící hráči mají přístup do všech služeb, neplatící hráči mají zdarma její omezenou část. Počet najednou připojených hráčů se pohybuje mezi 50–250 tisíci. Celkový počet vytvořených účtů přesahuje 200 miliónů.
RuneScape je dílem programátora Andrewa Gowera, který sestrojil již během studií jednoduchou hru Destruction Imminent, která byla zveřejněna na již zaniklých stránkách Games Domain, tato společnost zkrachovala v roce 2003 a Andrew Gower se musel o své projekty začít starat sám a založil firmu Jagex. V průběhu posledního roku studia na vysoké škole v Cambridge dokončil projekt zvaný DeviousMUD, který se objevil na internetu jen na necelý týden, kvůli zásadním bezpečnostním chybám, tyto chyby byly opraveny a 4. ledna 2001 vyšel oficiálně RuneScape Classic od týmu Jagex, který se tentýž rok přejmenoval na Jagex Ltd. a zaměřil se pouze na rozvoj hry RuneScape.

## Hratelnost

### Schopnosti
V RuneScape tvoří velmi důležitou část schopnosti – skilly. Hráči mohou získávat zkušenosti v určité schopnosti pokud vykonávají činnost, která některou schopnost používá. Při zisku dostatečného množství zkušeností může hráč zvýšit svoji schopnost na větší úroveň (level). Maximální úroveň u každé schopnosti je 99 (s výjimkou nového skillu ve kterém lze dosáhnout úrovně až 120) a maximální počet zkušenostních bodů (XP) je 200 000 000. Pokud hráč dosáhne 99 (to je 13,034,431 xp) levelu, může si pořídit skillcape a skill hood, ale musí patřit mezi platící hráče (Members).

### Zbraně a brnění
V RuneScapu je k dispozici několik druhů zbraní a skoro každý z nich z jednoho ze sedmi materiálů. Těmi jsou bronz, železo, ocel, black, mithril, adamantite, runite a dragon (Members only).
Mezi zbraně patří dlouhé a krátké meče, palcáty, válečné sekery, kopí, halapartny, vrhací nože a sekerky, šavle, obouruční meče, válečná kladiva, oštěpy a různé speciální zbraně jako meče Bohů atd.
Brnění je mnoho druhů. Ta obyčejná mají vždy stejné typy a záleží u nich hlavně na kovu, ze kterého jsou vyrobeny. Věci z dragonu můžeme považovat za unikátní, protože mají sice stejný název, ale tvar je většinou odlišný. V RuneScapu lze narazit i na různé, již zmíněné speciální zbraně a brnění. Tyto věci nelze vyrobit, ale pouze sehnat jako drop z různých monster či odměn za minihry.
Granite
Granite je přístupný od obranné nebo útočné úrovně 50, musíte k tomu mít také sílu na úrovni minimálně 50. Jde o masivní žulové zbraně pro platící hráče. Existuje z něho chránič těla, plátové chrániče nohou, štít a palice (maul). Tyto věci mají nejlepší obranu ze hry proti lukostřelbě, obecně je ale mnohem výhodnější nosit runite. Kombo Granite Maulu dá jeden rychlý a silný úder navíc (nepřeruší normální bušení)
Abyssal Whip
Jedná se o zbraň nazývanou Abyssal Whip, neboli Pekelný bič. Jde o velmi dobrou zbraň pro platící hráče od útočné úrovně 70. Jeho cena je velice proměnlivá, ale počítejte nad pár milionů. V minihře Barbarian Assault si bič můžete nechat za 50 bodů v jedné z rolí přebarvit z červené na zelenou/žlutou/modrou/bílou. Kombo (Special Attack) odsaje soupeřovi Run energy
Barrows brnění a zbraně
Tato brnění a zbraně se dají sehnat hraním minihry Barrows. Při oblečení celého setu (helma, tělo, nohy a zbraň – vždy obouruční) se při boji objeví speciální efekt. Na nošení je potřebná úroveň 70 útok (zbraň) a 70 obrana (brnění). U některých i jiné – 70 magie (Ahrim), lukostřelba (Karil), síla (Dharok a Torag). Nevýhoda tohoto typu brnění a zbraní je, že po určitém čase používání se opotřebovávají (oprava však není nákladná). Při rozpadnutí si ho můžete nechat opravit u Boba v Lumbridge nebo na několika dalších místech,další alternativa je, že si ho můžete opravit ve svém domě.

### Úkoly
Další součástí této MMORPG jsou takzvané questy, úkoly. Tyto úkoly začínají většinou po rozhovoru s některým z NPC rozmístěných po celém RuneScape. Při rozhovoru NPC vysvětlí, co po hráči chce (přinést určitý předmět, porazit jiné NPC nebo prozkoumat nějakou lokaci) a hráče se zeptá, zda úkol akceptuje. Plnění úkolů je plně v adventurním stylu a k cíli nebo alespoň pokroku se dá dostat rozhovory s NPC postavami, kombinováním předmětů v inventáři atd. Odměnou za splnění úkolu bývají většinou peníze (gp), přístupy do nových lokací a nebo zkušenostní body do schopností. Neplatící hráči (Free-to-play) mají současně k dispozici úkolů osmnáct a platící hráči (Pay-to-play) mají úkolů přes sto. Maximální počet quest pointů, které lze za questy získat je 40 pro free hráče a 316 pro membery. Počet questů se neustále zvyšuje s aktualizacemi hry vývojáři, obyčejně 1 quest měsíčně.
Questy se dělí na Novice (Nováček), Intermediate (Pokročilý), Experienced (Zkušený), Master (Mistr), Grandmaster (Velmistr), Special (Speciální).

## Vývoj
Již od roku 1998 Andrew Gower vytvářel hry pro v té době nejnovější platformy a tou první byla Atari ST. V té době začal pracovat Andrew na něčem velkém, něčem, co se stane téměř legendárním. Ovšem do oficiálního spuštění o RS Classic nikdo nevěděl.

### RuneScape Classic
RuneScape Classic vznikl 4. ledna 2001, byl během týdne přepracován z DeviousMUD a oficiálně spuštěn. Hra zaznamenala úspěch a Jagex začal vytvářet pravidelné aktualizace.
Dne 2. prosince 2002 byla po půlročním testování úspěšně dokončena aktualizace RuneScape 2, jeho kvalita i grafické provedení byla výrazně lepší a také bylo nabízeno více moderních služeb na oficiálních stránkách.
Dne 1. července 2008 byla spuštěna veřejná betaverze RuneScape HD (High Detail) s přepracovanou grafikou a fullscreenem. Od 14. července 2008 je RuneScape HD spuštěn v plné verzi a dostupný i pro free hráče. Fullscreen zatím zůstává pouze pro členy. Mnoho hráčů označuje RuneScape HD jako RuneScape 3.
V roce 2010 se dostala hra RuneScape do Guinnesovy knihy rekordů jako nejoblíbenější MMORPG.

### Old School RuneScape
V únoru 2013 prošel v hlasování mezi hráči návrh, aby se vytvořila paralelní verze hry, identická s verzí z roku 2007. Původně se jednalo o kopii zálohy hry ze srpna 2007, ale projekt dostal vlastní tým, který hru updatuje tak, jak hráči hlasují v průběžných hlasováních. Herní data jsou zcela oddělena, tudíž účet z Old School verze není přenosný do klasického RuneScape 3 (soukromé zprávy mezi hráči, nebo clan chat ale funguje napříč verzemi).
V lednu 2024 projekt stále funguje, často s vyšším počtem aktivních hráčů než RS3.

## Komunita

### Moderátoři
V RuneScape se vyskytují tři typy moderátorů a každý z těchto typů vykonává určitou činnost.
Moderátor fóra
Přímo ve hře nemá Forum Moderator žádné speciální pravomoci a ani není označen nijak jinak než ostatní hráči. Na oficiálních herních fórech má však pravomoci upravovat, mazat a přesouvat příspěvky hráčů a tak pomáhá udržovat fóra Jagex moderátorům. Každý platící hráč se tímto moderátorem může stát, pokud se bude aktivně podílet na chodu fóra, bude pomáhat uživatelům a poskytovat rady.
Jagex Moderator
Tento typ moderátora se ve hře označuje zlatou korunkou nalevo od jeho jména v chatovacím okně či při poslání soukromých zpráv (pouze pokud on sám odesílá). Jagex Moderator je osoba, která pracuje pro společnost Jagex. Přímo ve hře má velmi vysoké pravomoci jako například vyhození uživatele (ban), umlčení uživatele (mute) či okamžitý přesun svého avataru na libovolné místo na mapě. Obyčejný hráč se tímto moderátorem nemůže stát, pokud není zaměstnán společností Jagex ve Velké Británii (Cambridge). Na fórech má Jagex Moderator absolutní pravomoci, vyšší než moderátor fóra, dále se také tito moderátoři v zákulisí podílí na vývoji a správě Runescape. Mezi nejznámější mody patří např. Andrew a Paul (bratři Andrew a Paul Gowerovi, zakladatelé a jediní Jagex modi bez předpony "Mod") či Mod Mmg (Mark Gerhard).
Player Moderator
Player Moderator, zkráceně P-Mod, má ve hře nalevo od svého jména (v chatovacím okně a při soukromých zprávách) stříbrnou korunku a je to hráč, kterému Jagex natolik důvěřuje, že mu udělil jisté pravomoce pro potírání zločinu a podvodníků v RuneScape. Jednou funkcí je „umlčení“ (mute), které může moderátor uvalit na hráče, který porušuje pravidla hry a je tak nebezpečný pro ostatní. Pokud má hráč status „umlčení“ (mute), jakékoli jeho zprávy nikdo jiný kromě něj na 48 hodin neuvidí. Další výhodou tohoto moderátora jsou prioritní hlášení o porušení pravidel (Report Abuse), která mají rychlejší vyřizovací dobu než ty od ostatních hráčů. Player moderátoři mají také přístup do výhradně jim (a Jagex Moderatorům) určeným oficiálních fór a do Player Moderator centra, kde si mohou prohlédnout seznam všech jejich kolegů, jejich hlášení o porušování pravidel, mohou zde posílat Jagexu prioritní zprávy a další.

## Kontroverze
V počátcích RuneScape vzbudil skandál Bot s názvem AutoRune, vyvinutý Lotyšem jménem Kaitniekse – jednoduchý program, který byl schopen ovládat postavičku na principu „Natěž>Roztav rudu>Odnes do banky“. Některé takové programy existují i nadále.
Nově se objevil i ten z 10. prosince 2007, kdy se firma Jagex rozhodla bojovat proti Real World Tradingu. Real World Trading (RWT) je obchodování s herními předměty za opravdové peníze. Odstraněním combat (resp. Player versus Player (PvP) zóny) ve Wilderness (nahrazeno PvP worldy) a nastupující lednovou eliminací tzv. Unbalanced Tradingu (ceny předmětů tradované mezi hráči musí být v rozmezí 5 000 gp, nově až 60 000 gp). JaGeX pobouřil mnoho hráčů a ti se rozhodli skončit. Od nového updatu (září 2008) byl tzv. Trade Limit zvýšen až na 60k gp pro členy a až na 10k gp pro free hráče. Pro předávání věcí mezi přáteli byl zaveden násobný trade limit závislý na době, kterou máte vy kamaráda i kamarád vás ve Friend Listu (seznamu přátel). Pro jeden měsíc se trade limit násobí 2×, pro dva měsíce 3× a pro čtyři měsíce a víc se limit násobí 4×. Tudíž absolutní maximum je 60k × 4 = 240 000 gp (40 304 gp pro neplatící hráče).
Výše trade limitu závisela na počtu Quest pointů. Od 1. února 2011 se však díky výsledkům ankety volný obchod vrátil, takže nyní můžete získat či dát komukoliv jakékoliv množství peněz nebo předmětů. Také byla navrácena PvP zóna ve Wilderness.